# 道玄坂

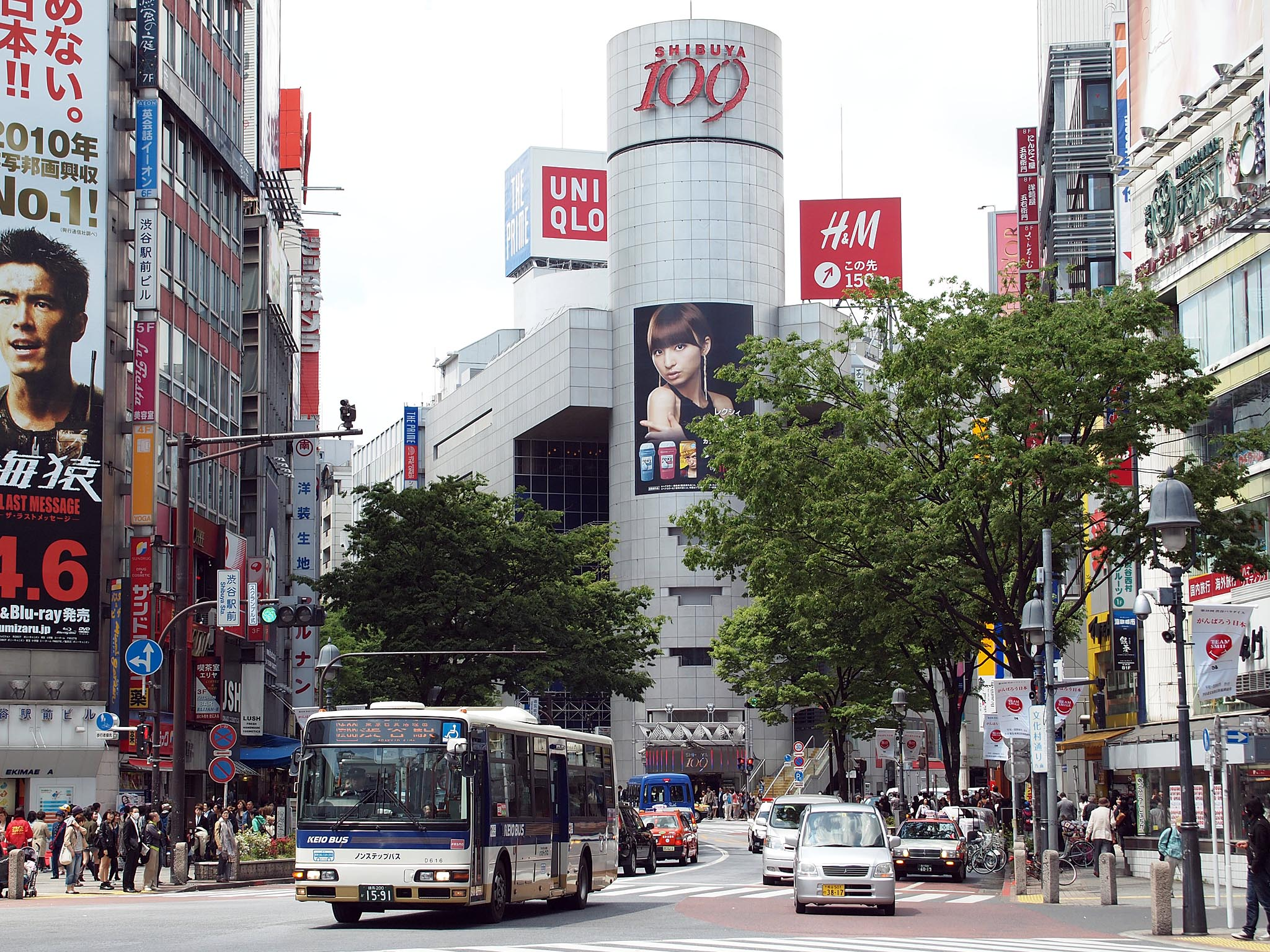
渋谷駅前 （2011年）
写真中央および左手が渋谷区道玄坂、右手は同宇田川町の町域となる

道玄坂（どうげんざか）は、東京都渋谷区にある町名。その由来となった坂、渋谷駅ハチ公口前から目黒方面へ向かう上り坂の名称でもあり、命名はこの坂に出没して山賊野盗のふるまいをしたという和田義盛の残党、大和田太郎道玄に因む、もしくは道玄庵という寺の庵主が、徳川家康に由緒書を出したことに因むとされる。

## 概要
渋谷駅西側の丘陵部に位置する繁華街である。

### 町名
南から北へ道玄坂一丁目および二丁目がある。地区としては、北に宇田川町、東にJR渋谷駅、南に桜丘町、南平台町、西に円山町に接する。
地区の大部分を緩やかな傾斜地が占め、おおむね東の渋谷川方向に下る傾向がある。1970年代半ば頃までは多くの民家が店舗などと共に混在する地域だったが、その後は店舗系の商業地がほとんどを占める反面で近年は業務系のフロアが多くを占めるビルも目立つ。
道玄坂のうち、閉店した東急百貨店本店のあった地点と、道玄坂上・道玄坂上交番前・南平台交差点の3点で囲まれる区域を除いた区域は、2019年6月20日から施行された渋谷駅周辺地域の安全で安心な環境の確保に関する条例の「渋谷駅周辺地域」と「区規則で定める区域」に定められており、ハロウィン当日とその直前の週末、年末年始は路上等の公共の場での飲酒が禁止された。なお、この条例は、2024年10月1日に改正され、路上飲酒の禁止期間が通年化され、禁止区域も拡大されている。

### 坂
坂道としての道玄坂はかつての住所で渋谷区上通3丁目に位置し、宮益坂のふもとから続いて西に上っている。上は玉川通りの道玄坂上交差点から、下は渋谷駅前までである。一時期は玉電が坂の中腹から道玄坂上までを走り、現在では玉電の代替とした新玉川線が名称変更した東急田園都市線が坂の地下を通過している。名称は、「道元坂」、「道源坂」と表記されることもあった。
道玄坂は、谷底である渋谷川を挟んで宮益坂（富士見坂）と対面しており、江戸時代に著された『江戸町づくし』には、「行人坂」としても紹介されている。
現在の地理では坂下にはターミナルである渋谷駅があり、坂の沿道には109など東急系の大型店舗・施設を中心に飲食店や雑居ビル、映画館などが多く立ち並んでいる。通りから文化村通りへつながる道玄坂小路や百軒店には風俗店や飲食店、交番前交差点から円山町と接してBunkamura方面につながる「ランブリングストリート」沿いにはライブハウスやラブホテルが密集する地域もあり、狭い範囲ながらも多様性のある地域である。

## 歴史

### 道玄坂の由来
「道玄坂」の名の由来は諸説あり、鎌倉時代前半まで勢力を持っていた和田氏の一族、または高座・渋谷氏（相模渋谷氏）の子孫だとされ、山賊として暮らしていた道玄という人物に由来するという説や、道玄が結んだ庵（いおり）かどうか不明ではあるものの、坂に道玄庵とよばれる庵があったからとも伝えられる。
鎌倉時代に勢力を振るっていた和田義盛が、北条氏によって一族もろとも滅ぼされた後、和田氏の一族の大和田道玄は数人の一族とともに、現在の道玄坂の坂の上で旅人を見つけては山賊となって、衣類や金品を奪って暮らしていたと言われている。
また、道玄については、相模国の高座郡（現・大和市と綾瀬市付近）に住んでいた高座・渋谷氏の残党という説もある。渋谷氏は、桓武平氏の子孫である秩父武綱を祖とする秩父氏から分派した一族で、鎌倉時代に高座・渋谷氏が滅亡して、その残党が現在の渋谷一帯を領有していた武蔵・渋谷氏を頼って渋谷付近に住みつき、その子孫の一人が道玄で、山賊をしていたと言われている。
道玄坂について、江戸時代末期に著された地誌 『江戸名所図会』には、次のような記載がある。
1. 「道玄あるいは道元に作る。里諺に云、大和田氏道玄は和田義盛が一族なり。建暦三年（1213年）五月和田一族滅亡す。其の残党此所の窟中に隠れ住て、山賊を業とす。故に道玄坂というなり」[6]
2. 「或人云。道玄は沙門にして、此地に昔一宇の寺院ありて道玄寺と称したり。故に坂の名に呼び来れるともいひて、一ならず」[11]

### 道玄坂地区沿革
- 1932年（昭和7年）

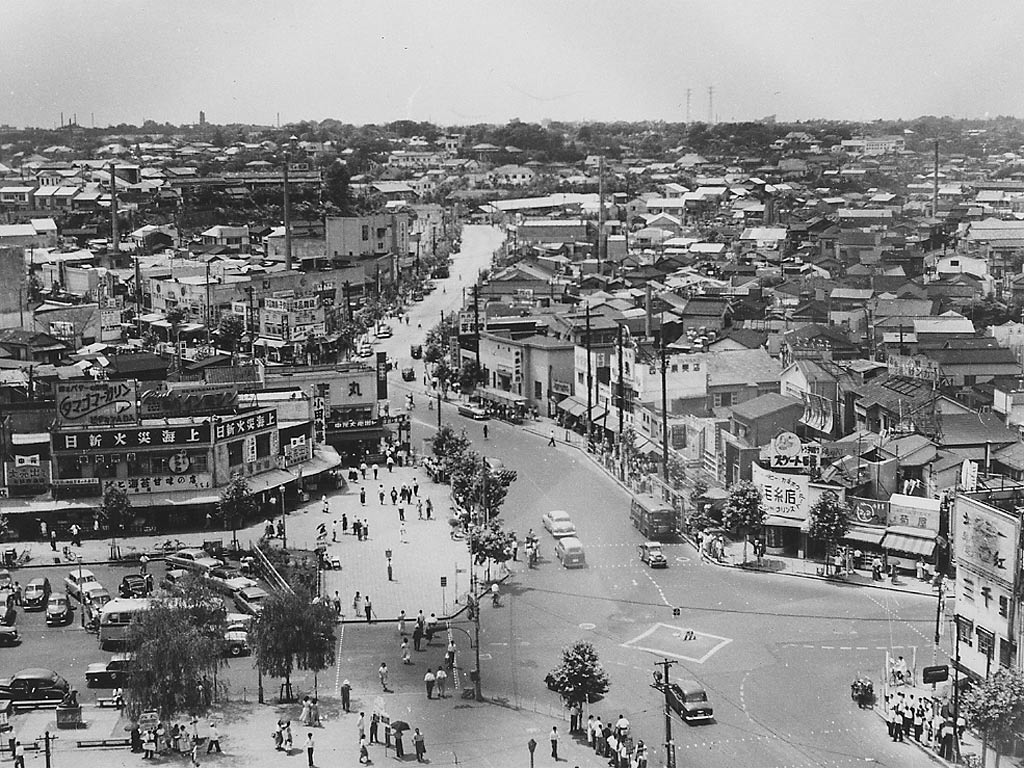
1952年（昭和27年）当時の渋谷駅前 - 左手に緩やかに登る道が道玄坂

  - 11月1日 - 東京府豊多摩郡渋谷町が、東京府東京市渋谷区の一部となる
- 1933年（昭和8年）
  - 8月1日 - 京王井の頭線が開通
- 1943年（昭和18年）
  - 7月1日 - 都制施行により、東京都渋谷区の一部となる
- 1964年（昭和39年）
  - 10月1日 - 首都高速3号渋谷線が玉川通り上に開通
- 1965年（昭和40年）
  - 6月13日 - 渋谷東急ビル（後の渋谷東急プラザ）が開店（現在の道玄坂1丁目）
- 1967年（昭和42年）
  - 11月1日 - 東急百貨店本店が開店（現在の道玄坂2丁目）
- 1969年（昭和44年）
  - 5月11日 - 東急玉川線が廃線となる
- 1970年（昭和45年）
  - 1月1日 - 住居表示実施[12]
  - 8月1日 - 渋谷道玄坂上郵便局が、渋谷道玄坂郵便局に改称[13]
- 1977年（昭和52年）
  - 4月7日 - 東急新玉川線（後の東急田園都市線）が開通
- 1978年（昭和53年）
  - 8月1日 - 地下鉄半蔵門線が開通
- 1979年（昭和54年）
  - 4月28日 - ファッションコミュニティー109（後のSHIBUYA 109）が開業（道玄坂2丁目）
- 2000年（平成12年）
  - 4月7日 - 渋谷マークシティが開業（道玄坂1丁目）
- 2019年（令和元年）
  - 3月29日 - 渋谷ソラスタが開業（道玄坂1丁目）
  - 12月25日 - 渋谷フクラスが開業（道玄坂1丁目）
- 2023年（令和5年）
  - 1月31日 - 再開発のため東急百貨店本店が閉店

### 治安の維持に向けた取り組み
2012年（平成24年）、東京都は道玄坂一丁目、二丁目を含む渋谷の繁華街一帯を公衆に著しく迷惑をかける暴力的不良行為等の防止に関する条例に基づき、客引きやスカウト、それらを行うために待機する行為などを禁止する区域に指定した。
2019年（令和元年）10月1日、東京都は道玄坂一丁目、二丁目を含む渋谷の繁華街一帯を暴力団排除条例に基づき暴力団排除特別強化地域に指定。強化地域内では暴力団員との間でみかじめ料のやりとりや便宜供与などが禁止され、違反者は支払った側であっても懲役1年以下または罰金50万円以下の罰則が科されることとなった。
2024年に警視庁が取りまとめた『令和5年区市町村の町丁別、罪種別及び手口別認知件数』では、道玄坂二丁目で2023年に発生した犯罪認知件数は259件とされており、東京23区の中で12番目に多い町とされている。

### 町名の変遷
| 実施後       | 実施年月日               | 実施前（各町名ともその一部）                       |
| ------------ | ------------------------ | -------------------------------------------------- |
| 道玄坂一丁目 | 1970年（昭和45年）1月1日 | 大和田町、上通三丁目、上通四丁目、南平台町、桜丘町 |
| 道玄坂二丁目 | 1970年（昭和45年）1月1日 | 上通三丁目、円山町、大和田町、栄通一丁目           |

## 世帯数と人口
2024年（令和6年）12月1日現在（渋谷区発表）の世帯数と人口は以下の通りである。
| 丁目         | 世帯数  | 人口  |
| ------------ | ------- | ----- |
| 道玄坂一丁目 | 142世帯 | 179人 |
| 道玄坂二丁目 | 275世帯 | 325人 |
| 計           | 417世帯 | 504人 |

### 人口の変遷
国勢調査による人口の推移。
| 年                 | 人口 |
| ------------------ | ---- |
| 1995年（平成7年）  | 661  |
| 2000年（平成12年） | 516  |
| 2005年（平成17年） | 538  |
| 2010年（平成22年） | 578  |
| 2015年（平成27年） | 598  |
| 2020年（令和2年）  | 485  |

### 世帯数の変遷
国勢調査による世帯数の推移。
| 年                 | 世帯数 |
| ------------------ | ------ |
| 1995年（平成7年）  | 386    |
| 2000年（平成12年） | 322    |
| 2005年（平成17年） | 391    |
| 2010年（平成22年） | 446    |
| 2015年（平成27年） | 513    |
| 2020年（令和2年）  | 424    |

## 学区
区立小・中学校に通う場合、学区は以下の通りとなる（2023年3月時点）。
| 丁目         | 番地                          | 小学校             | 中学校             | 調整区域による変更可能校 |
| ------------ | ----------------------------- | ------------------ | ------------------ | ------------------------ |
| 道玄坂一丁目 | 全域                          | 渋谷区立神南小学校 | 渋谷区立松濤中学校 | 渋谷区立猿楽小学校       |
| 道玄坂二丁目 | 1～10番 11番1～3号 16番、28番 | 渋谷区立神南小学校 | 渋谷区立松濤中学校 | 渋谷区立猿楽小学校       |
| 道玄坂二丁目 | その他                        | 渋谷区立神南小学校 | 渋谷区立松濤中学校 |                          |

## 交通

### 鉄道
- 渋谷駅
  - 東日本旅客鉄道 - 山手線・埼京線・湘南新宿ライン
  - 京王電鉄 - 井の頭線
  - 東急電鉄 - 田園都市線（東横線の駅は渋谷に所在）
  - 東京地下鉄 - 半蔵門線・副都心線（銀座線の駅は渋谷に所在）

### バス
- 都営バス
  - 早81系統 渋谷駅東口行
  - 池86系統 渋谷駅東口行
- 東急バス
  - 渋05系統 渋谷駅行、弦巻営業所行
  - 渋11系統 田園調布駅行、渋谷駅行
  - 渋12系統 渋谷駅行、二子玉川駅行
  - 渋21系統 渋谷駅行、上町駅行
  - 渋23系統 祖師ヶ谷大蔵駅行、渋谷駅行
  - 渋24系統 渋谷駅行、成城学園前駅行
  - 渋31系統 渋谷駅行、下馬一丁目行
  - 渋32系統 渋谷駅行
  - 渋33/渋34系統 渋谷駅行、都立大学駅前行
  - 渋41系統 渋谷駅行、大井町駅行
  - 渋51系統 渋谷駅行
  - 渋52系統 渋谷駅行、世田谷区民会館行
  - 渋55系統 渋谷駅行
  - 渋82系統 渋谷駅行、等々力行
- 小田急バス
  - 渋26系統 渋谷駅行、調布駅南口行
- 小田急バス、東急トランセ
  - 渋24系統 渋谷駅行、成城学園前駅西口行
- フジエクスプレス
  - ハチ公バス渋1系統 渋谷駅ハチ公口行

### 道路
- 首都高速3号渋谷線
最寄りは渋谷出入口
- 国道246号

## 事業所
2021年（令和3年）現在の経済センサス調査による事業所数と従業員数は以下の通りである。
| 丁目         | 事業所数    | 従業員数 |
| ------------ | ----------- | -------- |
| 道玄坂一丁目 | 995事業所   | 24,460人 |
| 道玄坂二丁目 | 1,230事業所 | 18,457人 |
| 計           | 2,225事業所 | 42,917人 |

### 事業者数の変遷
経済センサスによる事業所数の推移。
| 年                 | 事業者数 |
| ------------------ | -------- |
| 2016年（平成28年） | 2,109    |
| 2021年（令和3年）  | 2,225    |

### 従業員数の変遷
経済センサスによる従業員数の推移。
| 年                 | 従業員数 |
| ------------------ | -------- |
| 2016年（平成28年） | 37,137   |
| 2021年（令和3年）  | 42,917   |

## 施設

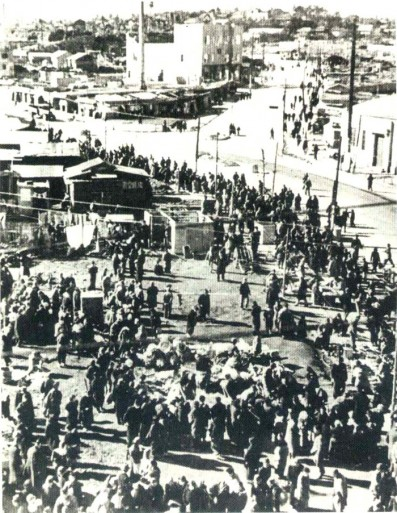
1945年（昭和20年）、敗戦の年の渋谷駅前 - 左手が道玄坂

- 渋谷中央街郵便局
- 渋谷道玄坂郵便局
- ハチ公前献血ルーム
- Bunkamura
  - オーチャードホール
- SHIBUYA 109
- 渋谷マークシティ
  - 渋谷エクセルホテル東急
- ヤマダデンキLABI渋谷
- 渋谷ソラスタ
- 渋谷フクラス
- ハチ公像
- モヤイ像
- Shibuya O-EAST

## 旧跡
- 東京新詩社趾
与謝野鉄幹・与謝野晶子の旧居趾。晶子の歌集『みだれ髪』の編集・発行がなされた。
- 与謝野晶子歌碑、道玄坂道供養碑、由来碑

## 道玄坂を舞台にした作品
文学
- 『怪人二十面相』江戸川乱歩 - 二十面相の隠れ家が道玄坂にあった。
- 『幻魔大戦』平井和正 - 主人公東丈の主催するGENKENの所在地が道玄坂。
- 『悪霊シリーズ』小野不由美 - 主人公谷山麻衣のバイト先、「SPR（渋谷サイキックリサーチ）」の所在地が道玄坂。
- 『みみずのたはこと（水汲み）』徳冨蘆花「余り腕が痛いので、東京に出たついでに、渋谷の道玄坂で天秤棒を買つて帰つた。」
- 『九月十月十一月』太宰治「銀座通りといふ賑やかな美しいまちがある。堂々のデパアトもある。道玄坂歩いてゐる気持である。」
- 『文学的自叙伝』林芙美子「三、四ヶ月で馘（くび）になり、私は両親と一緒に神楽坂だの道玄坂だのに雑貨の夜店を出すに至りました。」
- 『青服の男』甲賀三郎「暖くなった春の宵、望月刑事は別の事件で上京して、渋谷の道玄坂の通りを歩いていた。」
- 『堕落論』坂口安吾「道玄坂では、坂の中途にどうやら爆撃のものではなく自動車にひき殺されたと思われる死体が倒れており、一枚のトタンがかぶせてある。」
- 『武蔵野』国木田独歩「僕が考えには武蔵野の詩趣を描くにはかならずこの町外れを一の題目とせねばならぬと思う。たとえば君が住まわれた渋谷の道玄坂の近傍、目黒の行人坂、また君と僕と散歩したことの多い早稲田の鬼子母神あたりの町、新宿、白金……」
- 『砂がき』竹久夢二「夜も昼も道玄坂をすさまじい響をたてゝ下つていつた陸軍の軍用タンクの自動車は、私の頭に異常な不安を殘したと見えて、いつでも夜ふけてあの響を聞くと、實に荒唐無稽な恐怖におそはれる。」
- 『綺堂むかし語り（箙の梅）』岡本綺堂「渋谷の道玄坂辺は大変な繁昌で、どうして、どうして、この辺どころじゃありませんよ」
- 『晶子詩篇全集（街に住みて）』与謝野晶子「かかる時、たとへば渋谷の道玄坂の如（ごと）く、突きあたりて曲る、行手の見えざる広き坂を、今結びし藁鞋の紐の切目すがすがしく、男も女も脚絆して足早に上（のぼ）りゆく旅姿こそをかしからめ。」
- 『海野十三敗戦日記』海野十三「通りより道玄坂の右側を通りて下りる。戦災の焼あとに店続々と出来てものすごき勢いなり。」
- 『東京人の堕落時代』夢野久作「東京はこんな風に、大人の享楽主義の天国であるように、少年少女の花の都である。牛込の神楽坂、渋谷の道玄坂、神田の神保町付近、本郷の湯島天神あたりの夜は、今でもそんな気分の「淀み」を作っている。」
- 『海豚と河豚』佐藤垢石「これ（鯨肉）を友達数人と、道玄坂のさる割烹店へ提げ込んだが、ここでは残念なことに、船で食べたような調理の旨味をだしてくれなかったのである。」

音楽
- 「雨ふり道玄坂」ふきのとう - 1976年（昭和51年）に発表された、道玄坂を舞台に失恋した女性の心境を歌った楽曲。
- 「恋の道玄坂」並木路子 - 道玄坂を舞台に、1986年（昭和61年）にコロムビアから発表された楽曲。
- 「東京の冬」コブクロ - 「道玄坂の雑踏」という歌詞が登場する。アルバム『MUSIC MAN SHIP』（2004年11月3日発売、WPCL-10137）に収録。
- 「道玄坂で見た景色」BEGIN - 道玄坂に実在するライブハウス“B.Y.G”で録音されたアルバム『MUSIC FROM B.Y.G』（2002年3月21日発売、TECN-30740）に収録。
- 「two of us」CHAGE and ASKA - 道玄坂のマンションや街中を舞台にした失恋の歌。ASKAは「CHAGEの至上最高作品」と評価している。アルバム『NO DOUBT』（1999年8月25日発売、YCCR-00003）に収録。
- 「109(マルキュー)」AKB48 - 歌詞の中に道玄坂らしき坂を上る歌詞がある。

- 「道玄坂ネオンアパート」亜沙 - 重音テトの楽曲。道玄坂や渋谷センター街を舞台にした、素っ気ない彼氏を誘惑したい女の心情を詠んだ歌。

## ギャラリー

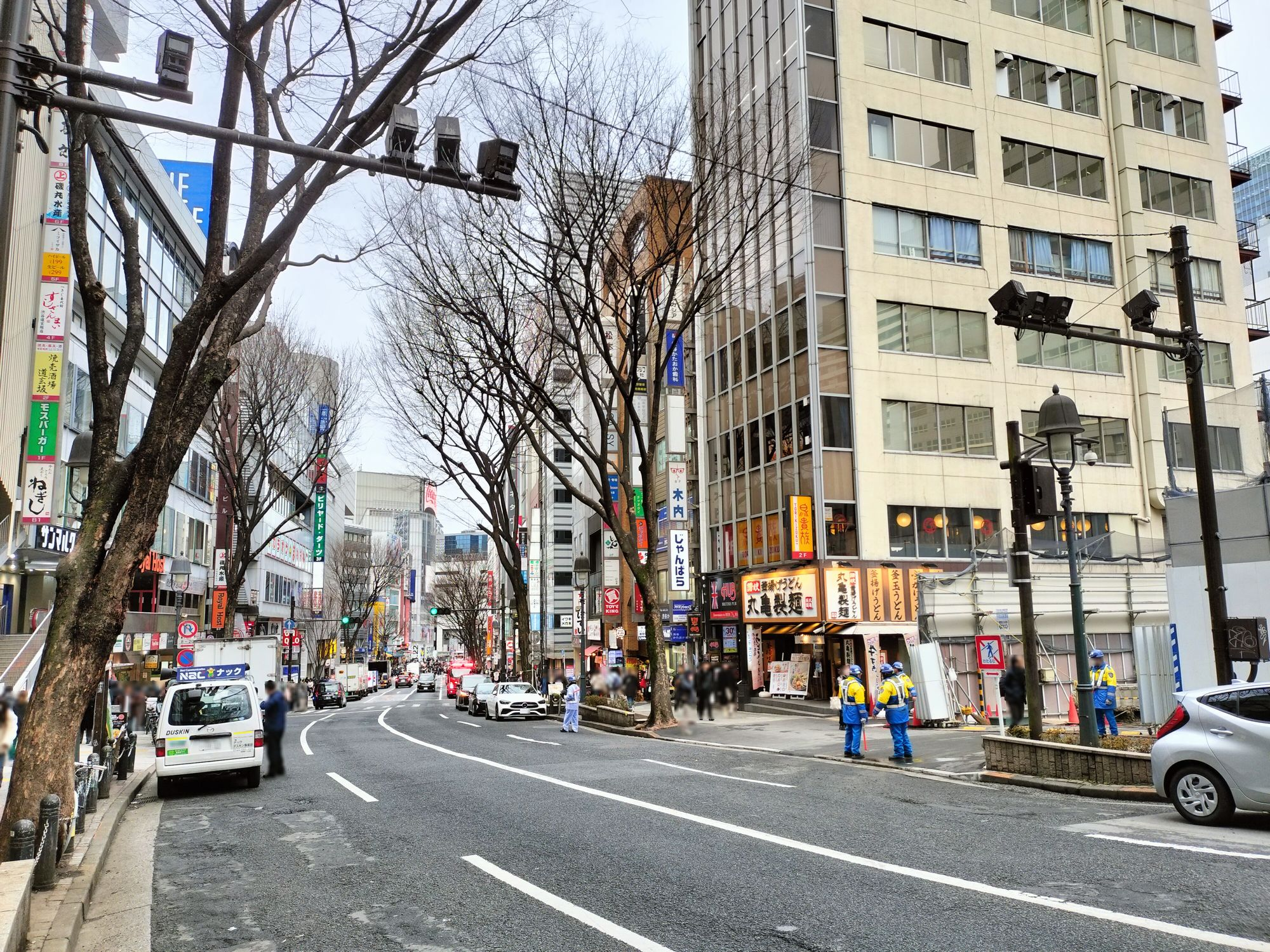
道玄坂の途中から駅方向を見る
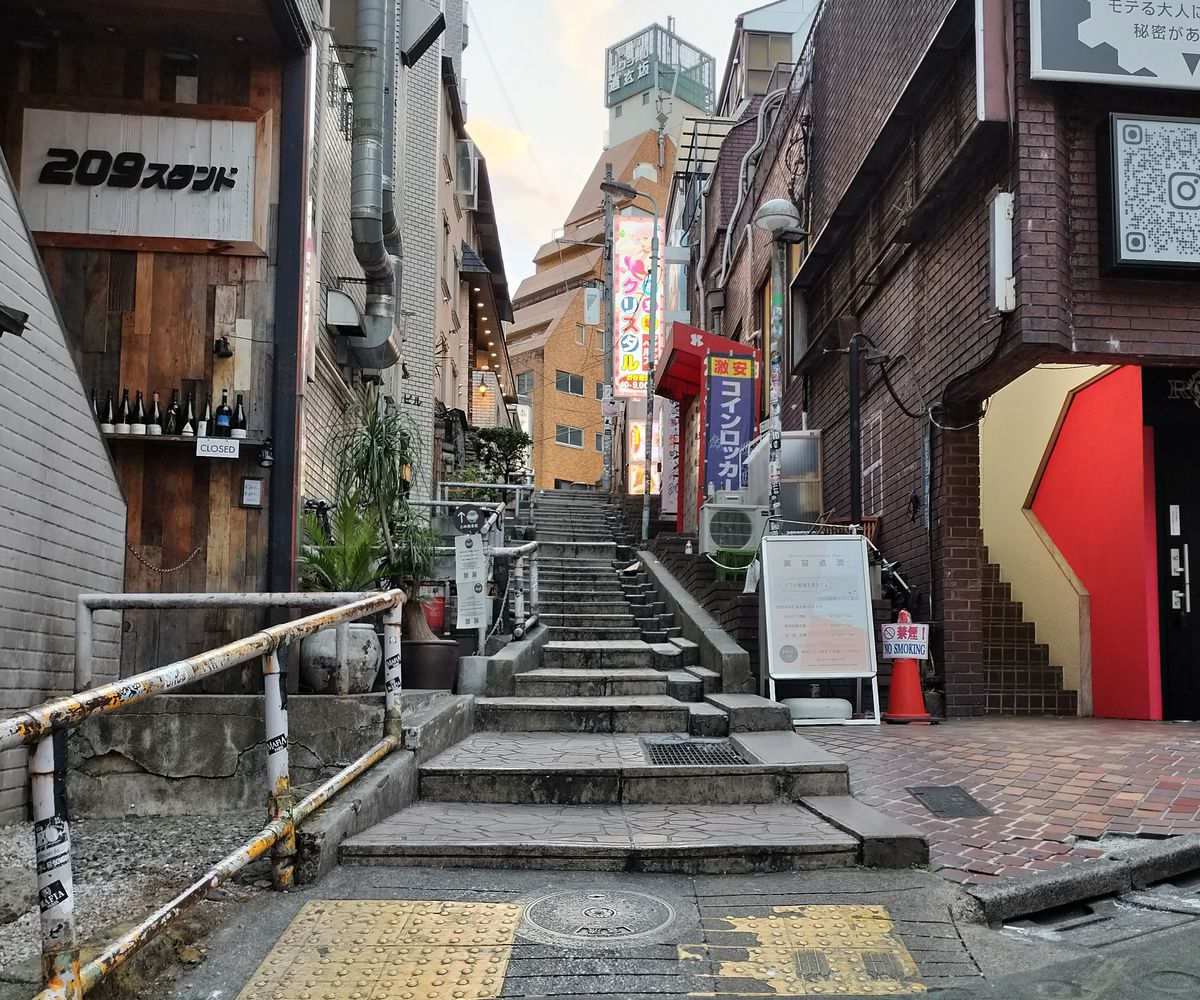
道玄坂小路と百軒店を結ぶ階段状の道

## その他

### 日本郵便
- 郵便番号 : 150-0043[3]（集配局 : 渋谷郵便局[27]）。